# Џамир Нелсон
Џамир Нелсон (енгл. Јаmeer Nelson; Честер, Пенсилванија, 9. фебруар 1984) је амерички кошаркаш. Игра на позицији плејмејкера, а тренутно је без ангажмана. Изабран је у 1. кругу (20. укупно) НБА драфта 2004. од стране Денвер нагетса.

## Каријера

### Колеџ
Нелсон је похађао средњу школу у Честеру у савезној држави Пенсилванији. Екипи је помогао освојити два наслова PIAA државног првенства. Каријеру је наставио на колеџу Сент Џозеф. Као играч прве године освојио је награду за бруцоша године. На трећој години у просеку је постизао 19,7 поена, 5,1 скок и 4,7 асистенција по утакмици. Првобитно се одлучио пријавити на НБА драфт 2003, али због могуће ниске позиције на драфту одлучио је повући своју пријаву и остати на колеџу. На последњој години предводио је своју екипу до скора 27-1 и са саиграчем Делонтеом Вестом одвео Сент Џозеф до завршнице НЦАА турнира. На четвртој години је у просеку постизао 20,6 поена, 5,3 асистенција и 2,9 украдених лопти. Колеџ каријеру завршио је као најбољи стрелац (2 094), асистент (714) и крадљивац (256) у историји универзитета.

### НБА
Нелсон је изабран као двадесети избор НБА драфта 2004. од стране Денвер Нагетса, али је накнадно мењан у Орландо Меџик за права на први избор следећег драфта. Руки сезону започео је углавном улазећи у игру као замена за стартног плејмејкера Стива Франсиса. Касније у сезони постао је стартним плејмејкер Меџика, а Френсис је помакнут на позицију бек шутера. Нелсон је много тога унапредио у игри Меџика (побољшао проток лопте, смањио број изгубљених лопти) и своју стартну позицију задржао до краја сезоне. На крају сезоне изабран је у НБА Ол-Руки другу петорку. Одласком Френсиса у Њујорк Никсе додатно је учврстио своје место у стартној петорци Меџика. Нелсон је у сезони 2006/07. у просеку постизао 13,0 поена, 3,1 скок и 4,3 асистенције, док је за време плејофа поправио своје бројке и у просеку постизао 14,3 поена, 3 скока и 3,3 асистенције по утакмици.
У сезони 2008/09. постао је један од најважнијих играча клуба и поправио је своје статистичке бројке у поенима, украденим лоптама, ппоценту шута за два поена и проценту шута иза линије за три. Одличним играма заједно је са саиграчима Двајтом Хауардом и Рашард Луисом изабран на НБА Ол-стар меч 2009. године. Међутим, Нелсон је добио повреду десног рамена у трећој четвртини утакмице између Орланда и Даласа када га је центар Даласа, Ерик Дампјер, срушио на под. Магнетском резонанцом установљено је да ће због повреде одсуствовати око 4 месеца и аутоматски се сматрало да је сезона за њега завршена. Нелсон је до тада просечно постизао 16,7 поена, 5,4 асистенције и 1,2 украдене лопте. Неочекивано, Нелсон се на крају сезоне вратио на паркет у првој утакмици НБА финала између Меџика и Лос Анђелес Лејкерса. На крају су Лејкерси у пет утакмица победили Меџике и Нелсон је остао без свог првог НБА прстена.

## Успеси

### Појединачни
- НБА Ол-стар утакмица (1): 2009.
- Идеални тим новајлија НБА — друга постава: 2004/05.

### Репрезентативни
- Светско првенство до 21 године:  2001.